# ランツベルク辺境伯領

ランツベルク辺境伯領
Markgrafschaft Landsberg (ドイツ語)

1261年以降のランツベルク辺境伯領

ランツベルク辺境伯領（ランツベルクへんきょうはくりょう、ドイツ語: Mark Landsberg）は、13世紀から14世紀にかけてヴェッティン家の支配下で存在した神聖ローマ帝国の辺境伯領である。現在のザクセン＝アンハルト州にあるランツベルク城にちなんで名づけられた。

## 地理
歴史的なオスターラント地方に位置するランツベルク辺境伯領は、ザール川とムルデ川の間にあるラウジッツ辺境伯領（オストマルク）の最西端の部分を含んでいた。ランツベルク要塞とその近くの町デーリッチュ、そして隣接するライプツィヒはかつてマイセン辺境伯領の一部であった。南は旧グロイッチュ、西はザンガーハウゼンまで広がり、辺境伯の居住区となったヴァイセンフェルスの町を含んでいた。また、グリンマ城と旧プライセンラントの町ツヴィッカウも含まれていた。

## 歴史

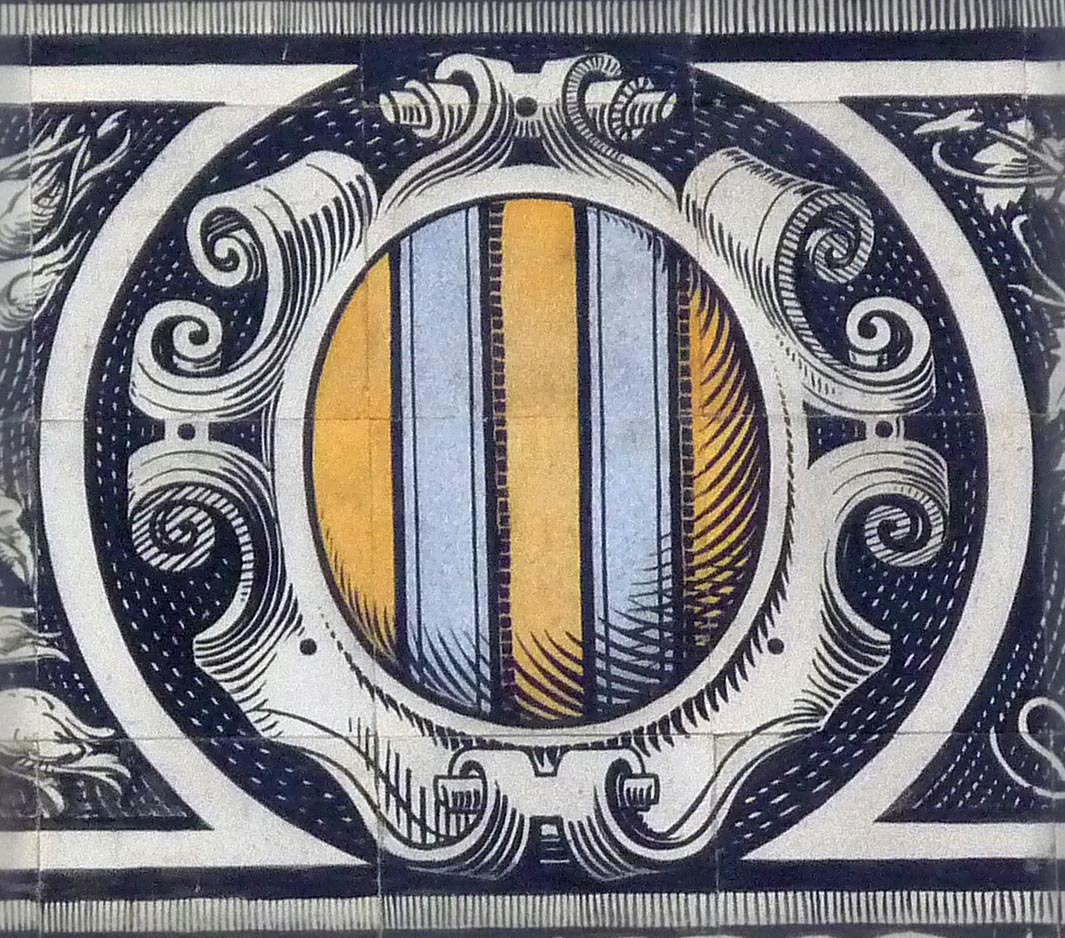
ドレスデンの「君主の行列」に描かれているランツベルクの紋章

1156年にコンラート1世が亡くなると、ヴェッティン家の領地であるマイセン辺境伯領とラウジッツ辺境伯領が再編成された。コンラートの弟であるラウジッツ辺境伯ディートリヒ1世は、1174年までランツベルク城を建設し、自らを「ランツベルク辺境伯」と名乗るようになった。
しかし、1261年に辺境伯ハインリヒ3世が（法律の規定に反して）ランツベルクの西側をラウジッツ辺境伯領から分離させ、次男ディートリヒのために独立した辺境伯領として設立するまで、ランツベルク辺境伯領自体は確立されなかった。1291年、ディートリヒの息子フリードリヒ・トゥタが男子の相続人なしに亡くなると、叔父のアルブレヒト2世がアスカーニエン家のオットー4世にこの領地を売却した。
1327年、ヴェルフ家のブラウンシュヴァイク＝リューネブルク公マグヌス1世がブランデンブルク＝シュテンダール家のゾフィーと結婚し、ランツベルク辺境伯領を相続した。ゾフィーはアスカーニエン家最後のブランデンブルク辺境伯ハインリヒ2世の妹で、1320年にブランデンブルク辺境伯領を獲得したドイツ王ルートヴィヒ4世の姪でもあった。マグヌス1世は1347年にランツベルクをマイセン辺境伯フリードリヒ2世に売却し、こうしてかつての辺境伯領は最終的にヴェッティン家の手に渡った。

## 辺境伯

### ヴェッティン家
- 1265年 - 1285年：ディートリヒ、ハインリヒ3世（貴顕伯）の息子
- 1285年 - 1291年：フリードリヒ・トゥタ、1288年からはラウジッツ辺境伯も兼ねる

マイセン辺境伯アルブレヒト2世が継承、ブランデンブルクに売り渡される。

### アスカーニエン家
- 1291年 - 1298年：コンラート、オットー4世（矢刺伯）、ハインリヒ1世（欠地伯）、オットー5世（長身伯）、アルブレヒト3世
- 1298年 - 1300年：コンラート、オットー4世（矢刺伯）、ハインリヒ1世（欠地伯）、アルブレヒト3世、ヘルマン（長身伯）
- 1300年 - 1304年：コンラート、オットー4世（矢刺伯）、ハインリヒ1世（欠地伯）、ヘルマン（長身伯）
- 1304年 - 1308年：オットー4世（矢刺伯）、ハインリヒ1世（欠地伯）、ヘルマン（長身伯）
- 1308年 - 1317年：ハインリヒ1世（欠地伯）、ヴァルデマール（大伯）、ヨハン5世（貴顕伯）
- 1317年 - 1319年：ヴァルデマール（大伯）
- 1319年 - 1320年：ハインリヒ2世
- 1320年 - 1347年: ゾフィー・フォン・ブランデンブルク＝シュテンダール - ブラウンシュヴァイク＝リューネブルク公マグヌス1世と結婚

### ヴェルフ家
- 1327年-1347年：ブラウンシュヴァイク＝リューネブルク公マグヌス1世 - ゾフィー・フォン・ブランデンブルク＝シュテンダールと結婚

マイセン辺境伯に売却